# Клаусталь-Целлерфельд
Клаусталь-Целлерфельд (нем. Clausthal-Zellerfeld) — город в Германии, курорт, расположен в земле Нижняя Саксония.
Входит в состав района Гослар. Подчиняется управлению Оберхарц. Население составляет 14 579 человек (на 31 декабря 2010 года). Занимает площадь 33,96 км². Официальный код — 03 1 53 004.
Город подразделяется на 3 городских района — Клаусталь, Целлерфельд и Бунтенбок.
Расположен в горах Гарц, между 535 и 600 метрами над уровнем моря.
В городе размещается Клаустальский технический университет. Таким образом, это самый маленький (по количеству жителей) университетский город Германии, в городе проживает 3020 студентов.

## География

### Районы города
- Клаусталь
- Целлерфельд
- Бунтенбок (с 1972)

## История
В VII веке Святой Бонифаций построил часовню на месте современного Целлерфельда. Первое поселение в Верхнем Харце возникло в середине XII века с основанием бенедиктинского монастыря Целла. Монахи начали добычу полезных ископаемых. Монастырь был в 1431 или 1433 году упразднён, но развитие горного дела продолжалось.
Второе поселение возникло в начале XVI века, так как брауншвейгские герцоги заинтересовались горнодобычей.
Целлерфельд получил городское право в 1529 году и принял в 1539 году Реформацию. Первая церковь в Клаустале появилась в 1570 году. Развитие регион получал благодаря горнодобыче.
С 1625 года в городе чеканился якобсталер различного достоинства.
Целлерфельд был полностью восстановлен после пожара в 1672 году, который полностью уничтожил город.
В 1779—1799 годах была пройдена «Глубокая штольня Георга» длиной 26 км. Она осушила участки горнодобычи Клаусталь-Целлерфельда, Вильдемана, Ханенклее и Бад-Грунда.
В 1851—1864 годах была закончена «штольня Эрнста-Августа» длиной 32 км от посёлка Гиттельде в южном Харце. Эта самая глубокая водоотводная штольня простирается почти на 400 м под Клаусталем.
В 1885 году население Целлерфельда составляло 4 407, а Клаусталя 8 871 жителей, большинство из которых принадлежали к евангельским церквям. Большинство жителей работали в горнодобыче или на фабрике по производству крючков и спиц.
Город Клаусталь-Целлерфельд возник в 1924 году в результате слияния городов Клаусталь и Целлерфельд.
Несмотря на то, что с 1930 году добыча полезных ископаемых не проводится, в городе имеется музей горного дела.
Во время Второй мировой войны около города был построен второй по величине в Германии завод по производству взрывчатки Верк Танне, на котором также работали угнанные в Германию жители Советского Союза.
Клаусталь-Целлерфельд стал известен благодаря техническому университету, основанному в 1968 году из школы горного дела.
До 1976 года Клаусталь-Целлерфельд имел железнодорожное сообщение с соседними городами Альтенау и Лангельсхайм.

### Численность населения
| Год  | Население |
| ---- | --------- |
| 1821 | 11.757    |
| 1848 | 14.739    |
| 1871 | 14.080    |
| 1885 | 13.917    |
| 1905 | 13.758    |
| 1925 | 12.973    |

| Год  | Население |
| ---- | --------- |
| 1933 | 11.855    |
| 1939 | 11.788    |
| 1946 | 15.786    |
| 1950 | 17.643    |
| 1956 | 15.585    |
| 1961 | 15.849    |

| Год  | Население |
| ---- | --------- |
| 1968 | 16.468    |
| 1970 | 15.714    |
| 1975 | 16.690    |
| 1980 | 16.270    |
| 1985 | 16.250    |
| 1990 | 17.061    |

| Год  | Население |
| ---- | --------- |
| 1995 | 16.703    |
| 2000 | 15.413    |
| 2005 | 15.075    |
| 2010 | 14.579    |
| 2011 | 12.798    |
| 2012 | 12.772    |

| Год  | Население |
| ---- | --------- |
| 2013 | 12.923    |

Численность населения

(Начиная с 1968 состояние на 31 декабря)

## Культура и достопримечательности

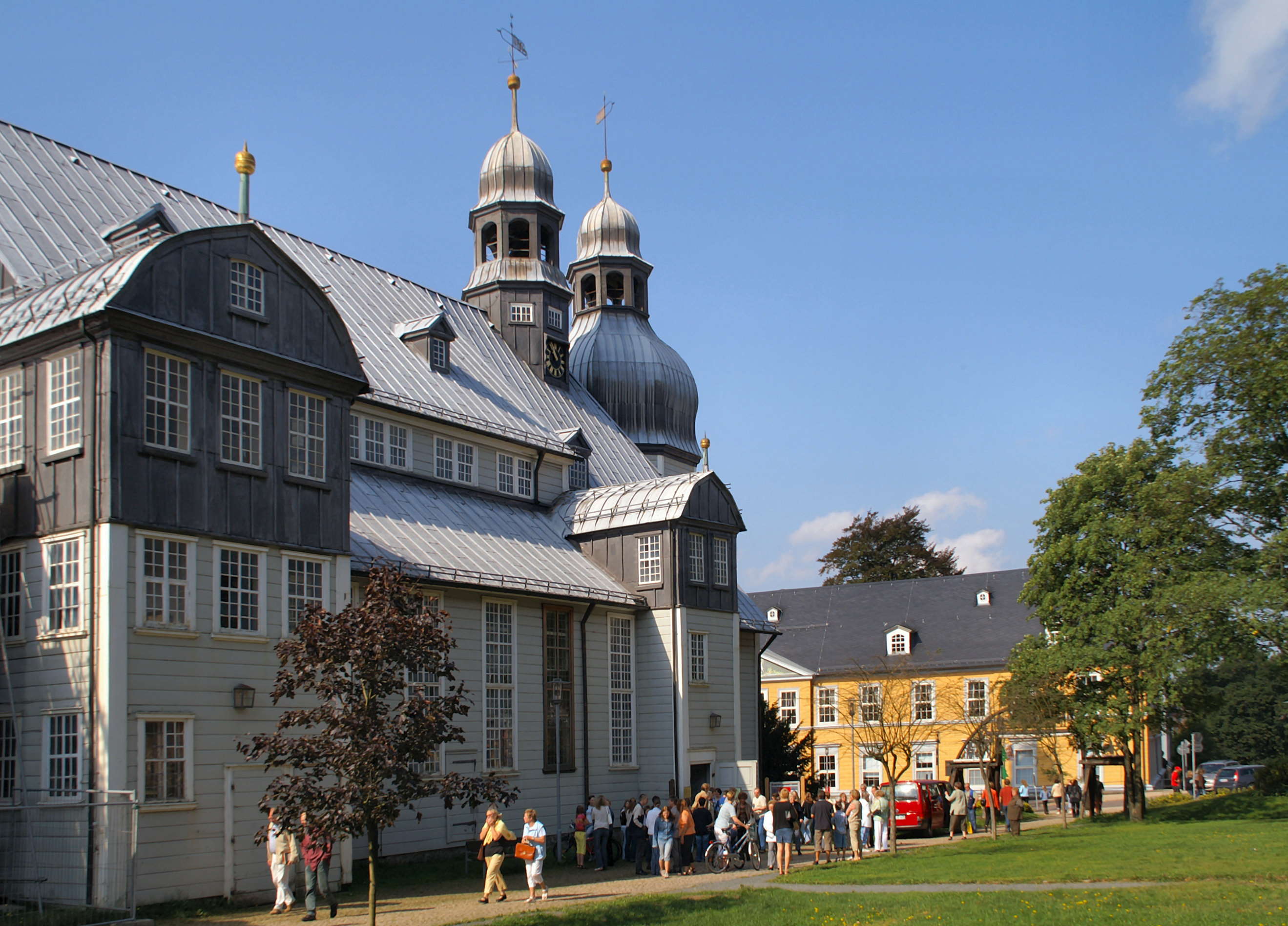
Церковь в Клаустале

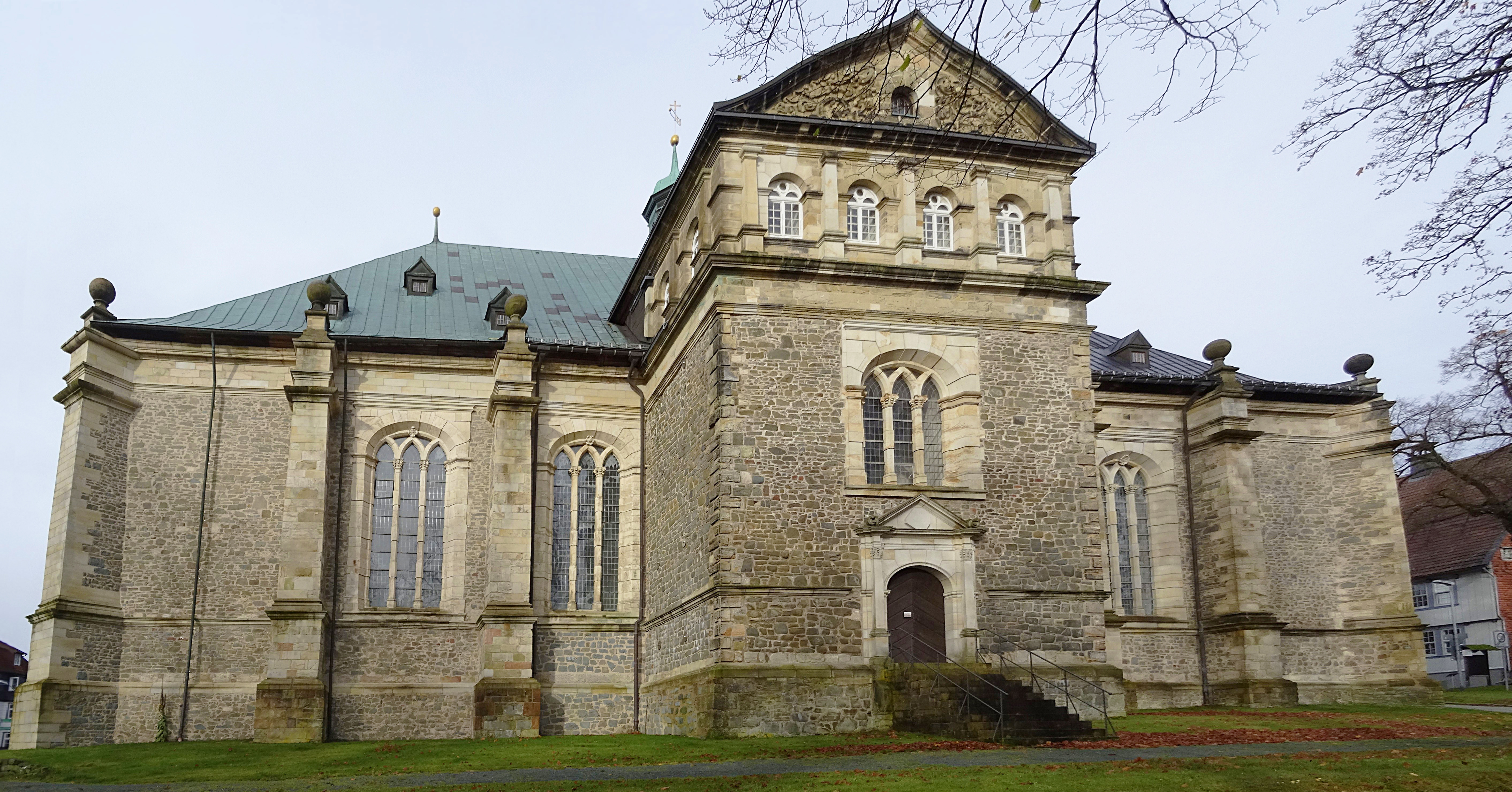
Церковь св. Сальватора в Целлерфельде

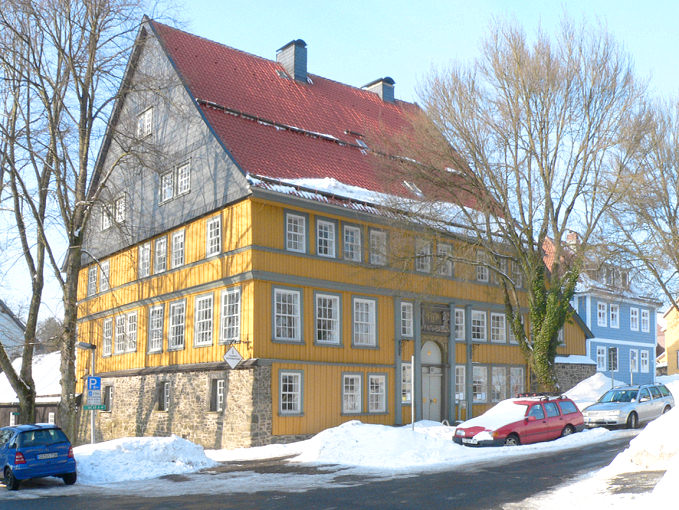
Дом Дицеля 1674, в настоящее время - центр туристической информации

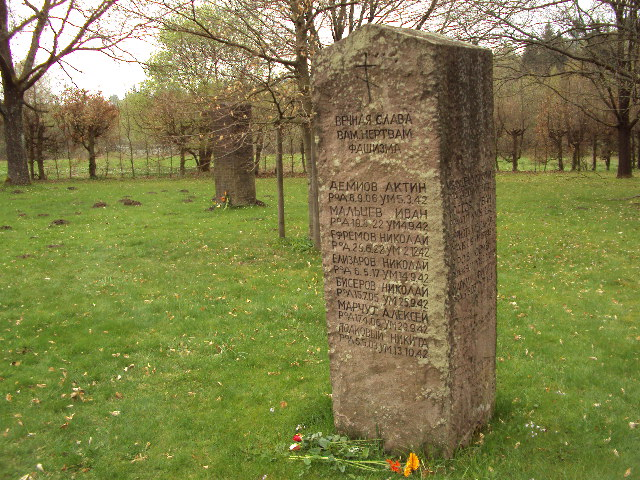
Русское кладбище

### Музеи
- Музей горного дела в Верхнем Харце
- Геологический музей в Клаустальском техническом университете
- Библиотека Кальвёра

### Достопримечательности
- Церковь Святого Духа, построена из дуба и ели и покрыта свинцом. Открыта к Пасхе 1642. Является самой большой сохранившейся деревянной церковью Европы.
- Церковь св. Сальватора, восстановлена в 1683 г. после пожара, уничтожившего Целлерфельд. В 1997 в церкви был построен новый алтарь.
- Управление горного дела, энергетики и геологии
- Отель «Золотая корона»
- Горная аптека в Целлерфельде
- Дом Дицеля
- Институт Фрица Зюхтинга
- Аула Академика — актовый зал университета
- Старый монетный двор
- Ресторан «Глюк Ауф»
- Ратуша
- Пульверхаус
- Дом, где родился Роберт Кох
- Площадь Томаса Мертена
- «Русское кладбище» (нем. Russenfriedhof) — массовое захоронение украинских и русских узников лагерей, трудившихся во время Второй мировой войны на химическом заводе Танне (нем. Werk Tanne) возле Клаусталя

### Технические памятники
- Шахта Доротея
- Шахта Каролина
- Шахта императора Вильгельма II
- Шахта Оттилиа — самый старый сохранившийся надшахтный копёр в Германии
- Система водоснабжения Верхнего Гарца

## Экономика и инфраструктура

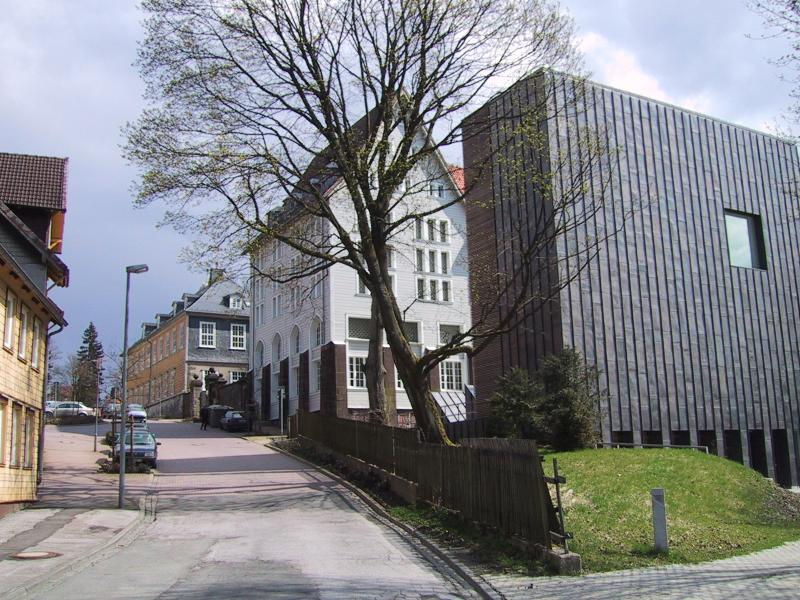
Архив горнодобычи

### Общественные организации
- Управление горного дела, энергетики и геологии
- Институт КУТЕК

### Образование
- Клаустальский технический университет
- Училище экономики и техники

## Известные уроженцы и жители
- Альберт, Август Вильгельм Юлиус (1787—1846) — изобретатель стального проволочного каната;
- Берг, Карл Генрих Эдмунд (1800—1874) — германский лесовод, педагог-преподаватель;
- Бём, Даниель (1986) — немецкий биатлонист;
- Брайткопф, Кристоф Бернард (1695—1777) — немецкий издатель, один из основателей Breitkopf & Härtel;
- Вань Ган (1952) — китайский эксперт по автомобилям, бывший президент университета Тунцзи, министр науки и технологий КНР;
- Гронемайер, Герберт (1956) — немецкий актёр и музыкант;
- Зоммерфельд, Арнольд (1868—1951) — немецкий физик-теоретик и математик;
- Кох, Роберт (1843— 1910) — немецкий микробиолог, первооткрыватель бациллы сибирской язвы, холерного вибриона и туберкулёзной палочки;
- Крафт, Эдуард Фридрих Густав (1823—1898) — немецкий лесовод;
- Пайффер, Арнд (1987) — немецкий биатлонист;
- Ремер, Фридрих Адольф (1809—1869) — немецкий геолог;
- Родде-Шлёцер, Доротея фон (1770—1825) — немецкий учёный, первая женщина, получившая степень доктора философии в Германии;
- Телеман, Георг Филипп (1681—1767) — немецкий композитор эпохи барокко, органист, капельмейстер;
- Хартлебен, Отто Эрих (1864—1905) — немецкий поэт, драматург;
- Хаусман, Иоанн Фридрих Людвиг (1782—1859) — немецкий минералог;
- Шеллинг, Каролина (1763—1809) — немецкая писательница и переводчица. Муза нескольких поэтов и мыслителей эпохи романтизма;
- Шульц, Эккехард (1941) — бывший генеральный директор и председатель совета директоров ThyssenKrupp.